# Tim Staffel (auteur)
Tim Staffel (né le 2 octobre 1965 à Cassel) est un écrivain, metteur en scène de théâtre et réalisateur allemand.

## Biographie
Tim Staffel a été l'élève en théâtre d'Andrzej Wirth à Gießen, puis il s'est installé à Berlin en 1993, où il a bénéficié au début d'une bourse de la fondation Alfred-Döblin.
Il entame ensuite une carrière d'écrivain, de metteur en scène, de dramaturge et de chroniqueur. Il écrit des romans, des récits, des nouvelles et pièces de théâtre et des pièces radiodiffusées.
Son roman Terrordrom a été adapté au théâtre par Frank Castorf et monté à la Volksbühne de Berlin. En 2005, il a adapté le roman Solaris de Stanislas Lem pour le Staatstheater de Nuremberg. Il produit la pièce radiodiffusée Mehrwert pour la Westdeutscher Rundfunk en 2006 qui traite du chômage. Elle est nommée en 2007 pour le prix des meilleures pièces radiodiffusées, donné par l'Académie des beaux-arts d'Allemagne.

## Distinctions
- Bourse Alfred-Döblin (1996)
- Bourse en littérature du Fonds littéraire allemand de Darmstadt (1993–1994 et 2001)

## Œuvre
- Truppen, pièce de théâtre, Theater am Turm, Francfort-sur-le-Main, 1993
- Stadt der Krieger, pièce de théâtre, théâtre d'Oberhausen, 1994
- Terrordrom, roman, 1998
- Werther in New York, pièce de théâtre, USA 2000
- Heimweh, roman, 2000
- Rauhfaser, roman, 2002
- Hausarrest, roman, 2002
- Solaris, d'après Stanislas Lem, dramaturgie, 2005
- Träumer, Musiktheater, Staatstheater Stuttgart – Junge Oper, 2007
- Wahre Engel, Berliner Zeitung, 2007
- Next Level Parzival, pièce de théâtre, théâtre de Bâle – RuhrTriennale – Junges Theater Basel, 2007
- Jesús und Muhammed, roman, 2008

## Pièce radiodiffusées
- Hüttenkäse, WDR 1999
- Stopper, WDR 2000
- Ich sehe was, was du nicht siehst, WDR 2003
- Unter dem Tag, WDR 2004
- Mehrwert, WDR 2006
- Viva Kaszanka! (Der Mehrwert steigt), WDR 2008
- Der Jäger ist die Beute, WDR 2010
- Gedächtnisambulanz de Tom Peuckert, régie, WDR 2013

## Filmographie
- 2012 : Vent d'Ouest (Westerland en VO), réalisation et scénario